# Operation Pickaxe-Handle
Die Operation Pickaxe-Handle oder Lastay Kulang war eine von Großbritannien geführte NATO-Offensive in der südlichen Provinz Helmand in Afghanistan. Lastay Kulang begann am 30. Mai und beinhaltete die Teilnahme von 2000 Soldaten der ISAF und der afghanischen Nationalarmee. Die  Mission war eine direkte Fortsetzung der Operation Achilles, die am selben Tag endete.

## Verlauf
Am 30. Mai 2007 gegen 4:00 Uhr Ortszeit rückten ISAF- und ANSF-Truppen in Richtung des Dorfes Kajaki Sofle vor, zehn Kilometer südwestlich der Stadt Kajaki, um die Taliban aus dem Sangin-Tal zu vertreiben. Während der Nacht griffen Einheiten der 82. Airborne Division ein von den Taliban gehaltenes Areal aus der Luft an. Einer der an dem Angriff beteiligten Chinook-Hubschrauber wurde wohl von einer RPG-Rakete getroffen und stürzte ab, wobei fünf US-Amerikaner, ein Brite und ein Kanadier getötet wurden.
Am 2. Juni gab die NATO an, mehrere Gebiete der Aufständischen umzingelt zu haben.
Mehr als 80 Taliban-Kämpfer sind laut NATO-Angaben Anfang Juni bei zwei verschiedenen Vorfällen ertrunken, als deren provisorisches Boot auf dem Hilmend sank.

## Ergebnis
Der Ausgang der Operation Pickaxe-Handle ist umstritten. NATO-Sprecher gaben an, die Operation sei ein Erfolg gewesen, nachdem sie Sangin und Gereshk von den Taliban befreit und den Kajaki-Distrikt gesichert hatten. In Sangin wurde ein neuer Gouverneur eingesetzt und Schūrā (Räte) von Stammesältesten eingeführt.
Umgekehrt behaupteten die Taliban, dass sie noch immer einen Großteil von Kajaki und einige der Sangin-Distrikte kontrollieren würden. Diese Behauptungen wurde von einigen Anwohnern bestätigt. Diese beschwerten sich darüber, dass die Taliban zurückgekehrt sind, als die NATO- und ANA-Truppen abgezogen sind.